# Дивное (Балтийский городской округ)
Ди́вное (до 1946 года нем. Neuendorf, Нойендорф) — посёлок в Балтийском городском округе Калининградской области. Являлся административным центром сельского поселения Дивное.

## Население
| 2002 | 2010 |
| ---- | ---- |
| 594  | ↗632 |

## История
С 1945 года в составе РСФСР, СССР. В 1946 году Нойендорф был переименован в посёлок Дивное.